# Анжерский апокалипсис
«Анжерский апокалипсис» — серия шпалер, представляющих сцены Откровения Иоанна Богослова. Находятся во французском городе Анже. Шпалеры созданы между 1373 и 1381 годами для Людовика I Анжуйского. Изначально в серии были семь частей, каждая из которых состояла из четырнадцати шпалер, семи с красным и семи с синим фоном, а также изображения большой фигуры под балдахином, представляющей самого Иоанна. До наших дней дошли лишь 64 шпалеры, выставленные в специальном музее на территории Анжерского замка. Это самая большая в мире серия средневековых шпалер.

## История
Картоны для шпалер были выполнены в 1375—1379 годах нидерландским художником Жаном де Бондолем, работавшим при дворе французского короля Карла V. Источником для композиций, воплощённых в серии ковров, послужили миниатюры из рукописных «Комментариев к Апокалипсису» (X век) Беатуса из Льебаны, манускрипт принадлежал Карлу V. Шпалеры были заказаны придворному ткачу Николя Батаю для Людовика I Анжуйского. По всей видимости, шпалеры были выполнены в Париже, в мастерской Николя Батая, Робером Пуассоном. Они были завершены около 1381 года. В XV веке Рене Добрый, герцог Анжуйский и король Неаполя, подарил их Анжерскому собору.
Шпалеры сотканы из шёлка и шерсти, для окраски нитей использованы растительные красители — индиго, корень марены, желтоцвет, кармин. У каждого цвета не более пяти оттенков.
В конце XVIII и начале XIX века серия шпалер понесла существенный ущерб, так как была выставлена в галерее с большими окнами, и краски выцвели под действием солнечного света. Между 1843 и 1870 годами шпалеры были отреставрированы.
В конце 1930-х годов цикл внимательно изучал реформатор искусства шпалеры Жан Люрса, называвший «Анжерский апокалипсис» «Сикстинской капеллой, выполненной из шерсти». Исследования знаменитой серии помогли Люрса сформировать основополагающие принципы шпалерного ткачества XX века, во многом опирающиеся на опыт средневековых мастеров.

## Сюжеты

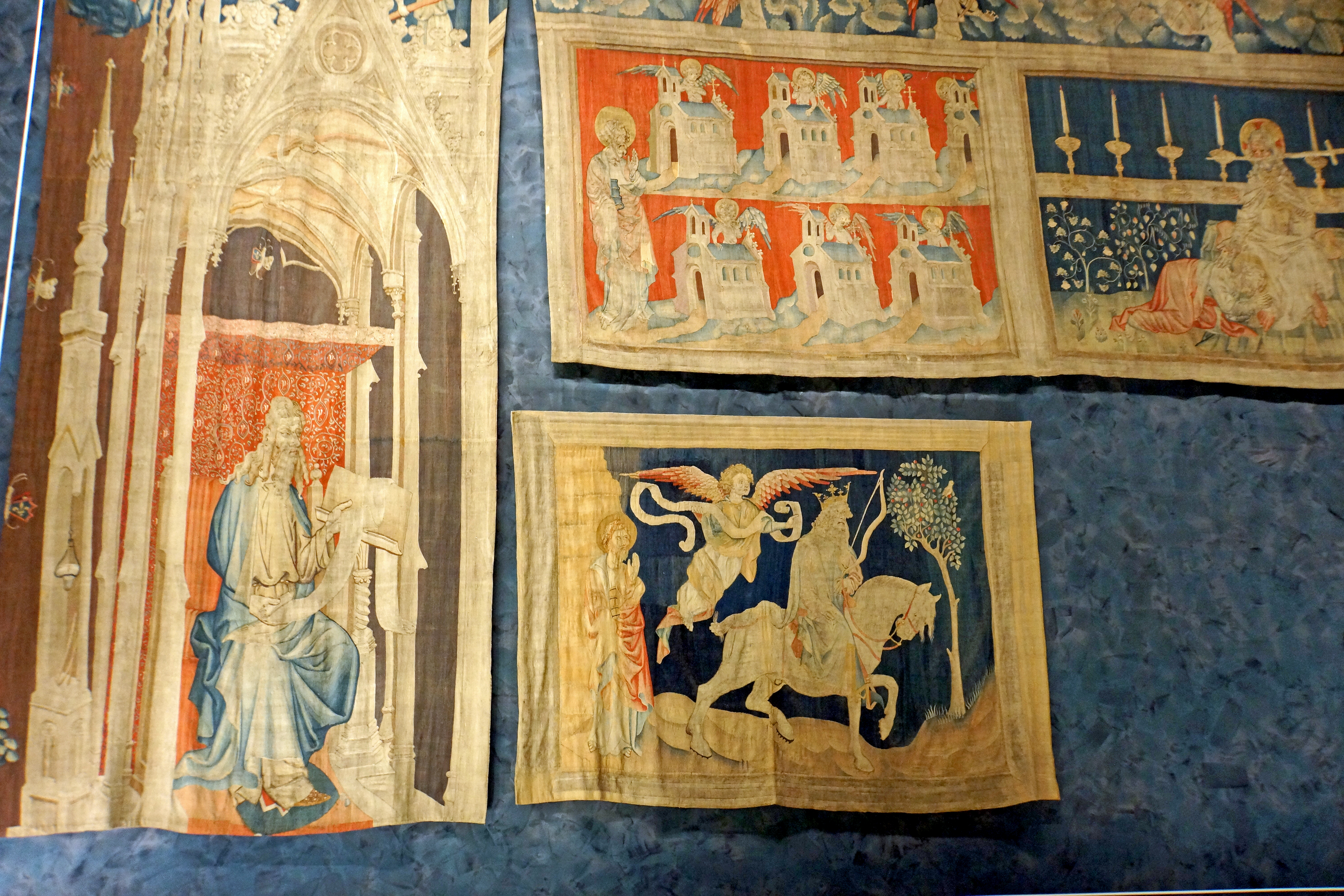

Из семи первоначально изготовленных частей сохранились шесть. Ансамбль шпалер имеет в длину 103 метра и в высоту около 4,5 метра. Каждая часть содержала 7 синих и семь красных шпалер, каждая из которых разделена на две части, верхнюю и нижнюю. Шпалеры не просто являются иллюстрацией к Апокалипсису, но и содержат информацию о политической и экономической жизни Франции XIV века.
Утерянные либо сохранившиеся лишь фрагментарно сюжеты выделены курсивом.

### Первая часть
Сохранилась не полностью
- Большая фигура под балдахином (возможно, эти 7 фигур символизируют 7 церквей Азии)[3].

| Сверху: - Иоанн Богослов на Патмосе. - Семь церквей и семь ангелов. В левой части Иоанн Богослов, закрывающий рот левой рукой: он провозглашает Откровение, написанное в книге в правой руке. - Обоюдоострый меч. Иоанн распростёрт перед Сыном Человеческим посреди семи звёзд и семи светильников. - Величие Господа. Второе видение Иоанна, в котором появляется тетраморф. - Двадцать четыре старца, распростёршихся перед Сидящим на престоле. - Плач Иоанна Богослова - Поклонение агнцу | Снизу : - Агнец открывает книгу. - Первая печать : конь белый. - Вторая печать : конь рыжий и война. - Третья печать : конь вороной и голод. - Четвёртая печать : конь бледный и смерть. - Пятая печать : души убиенных за слово Божие. - Шестая печать : великое землетрясение. |

### Вторая часть
Сохранилась не полностью.
- Исчезнувшая фигура

| Сверху: - Четыре ветра (сохранился лишь фрагмент) - Облеченные в белые одежды - Седьмая печать: семь труб - Ангел с кадильницей. - Ангел опустошает кадильницу. - Первая труба: град и огонь (сохранился лишь фрагмент) - Вторая труба | Снизу: - Третья труба: Звезда Полынь - Четвёртая труба - Пятая труба: саранча. - Шестая труба: ангелы Евфрата. - Мириады всадников. - Ангел с книгой - Иоанн Богослов ест книгу |

### Третья часть
- Большая фигура под балдахином

| Сверху: - Измерение храма - Два свидетеля - Смерть двух свидетелей - Радость народов о смерти свидетелей - Воскрешение свидетелей - Седьмая труба - Жена, облеченная в солнце | Снизу: - Михаил побеждает дракона - Жена получает крылья - Дракон преследует жену - Дракон сражается со служителями Божиими - Зверь, выходящий из моря - Поклонение дракону - Поклонение зверю |

### Четвёртая часть
- Большая фигура под балдахином

| Сверху: - Новое поклонение зверю - Зверь, вышедший из земли, низводит огонь с неба на землю. - Поклонение образу зверя. - Число зверя - Агнец на горе Сионе. - Новая песнь перед престолом. - Ангел возглашает благую весть. | Снизу: - Второй ангел провозглашает падение Вавилона. - Третий ангел и Агнец - Сон справедливых. - Дом избранных. - Великое точило гнева Божия. - Жатва сидящего на облаке - Семь чаш гнева Божия. |

### Пятая часть
Сохранилась не полностью.
- Большая фигура

| Сверху: - Ангелы получают золотые чаши - Первая чаша вылита на землю. - Вторая чаша вылита в море. - Четвёртая чаша вылита на солнце (фрагмент). - Пятая и шестая чаши вылиты на престол зверя и в Евфрат. - Жабы. - Седьмая чаша вылита на воздух. | Снизу: - Блудница, сидящая на водах. - Блудница на звере. - Падение Вавилона, сделавшегося жилищем бесов. - Ангел поверг камень в море - Приговор блуднице - Брак Агнца - Иоанн Богослов и ангел (важный фрагмент). |

### Шестая часть
Сохранилась не полностью.
- Фигура не сохранилась

| Сверху: - Точило вина ярости и гнева Бога Вседержителя - Птицы пожирают трупы - Сидящий на коне хватает зверя - Зверь и лжепророк живые брошены в озеро огненное - Дракон скован на тысячу лет (фрагмент) - Судьи - Сатана осаждает Город | Снизу: - Дьявол брошен в огненное озеро - Страшный суд - Новый Иерусалим - Измерение Нового Иерусалима - Река исходит из Престола Божьего - Иоанн Богослов перед ангелом (фрагмент) - Иоанн Богослов перед Иисусом Христом (фрагмент) |